# Österreichisch-schweizerische Beziehungen
Die österreichisch-schweizerischen Beziehungen sind freundschaftlich und zwischen beiden Ländern bestehen enge Kontakte im politischen, wirtschaftlichen und kulturellen Bereich. Die beiden Alpenländer haben eine gemeinsame Grenze und Österreich und die Schweiz verbindet auch der beidseitige Status als neutrale Staaten. Beide Länder sind gemeinsam Teil der UN, der OECD, der OSZE, des Europarats und vieler weiterer multilateraler Organisationen. Obwohl die Schweiz kein Mitglied der EU ist, besteht zwischen beiden Ländern freier Waren- und Personenverkehr, da die Schweiz Teil des Schengen-Raums und der Freihandelszone EFTA ist. Beide Länder nehmen auch jährlich am Treffen der Staatsoberhäupter der deutschsprachigen Länder teil.

## Geschichte

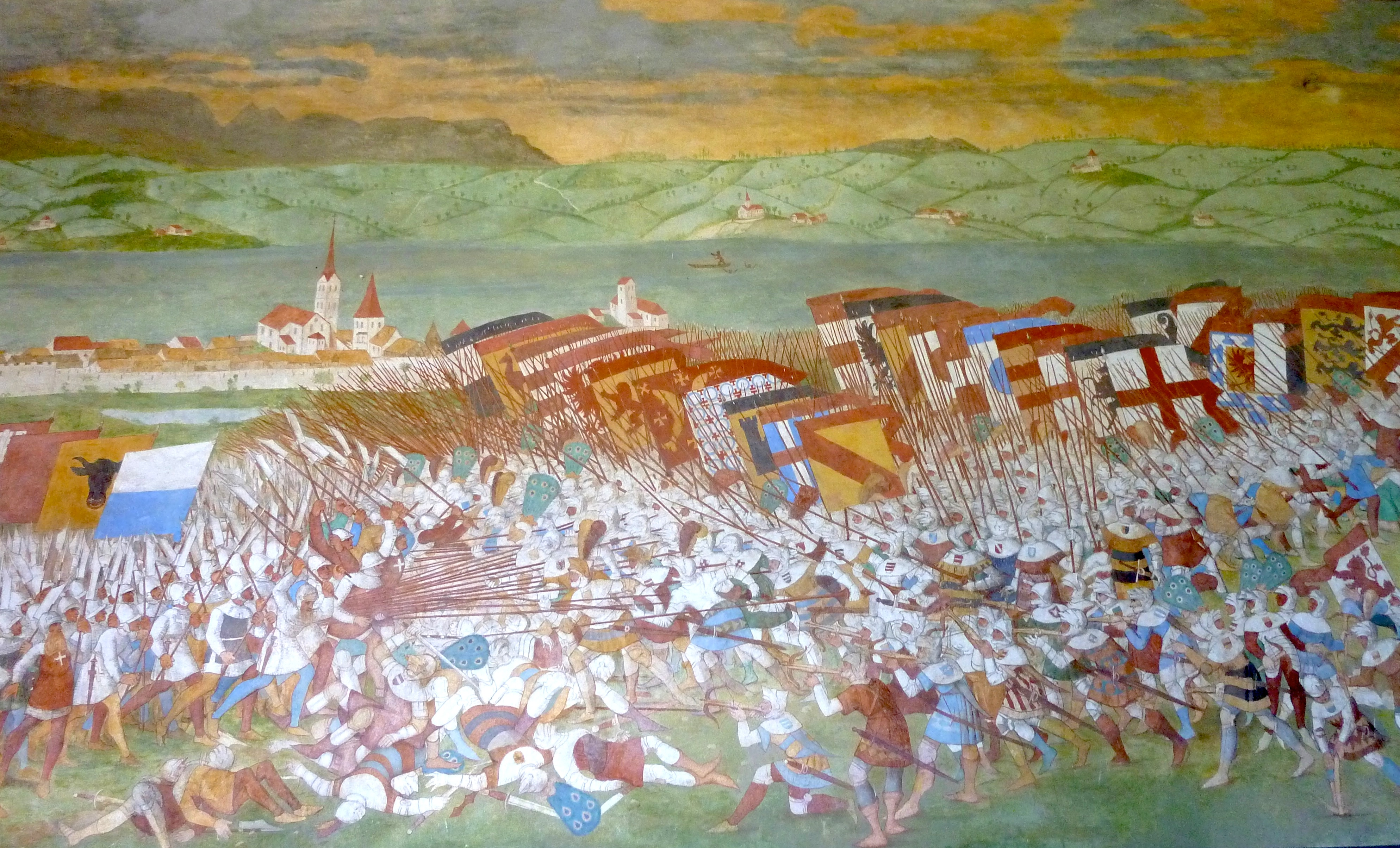
Darstellung der Schlacht bei Sempach

Beide Länder unterhalten seit dem Mittelalter diplomatische Beziehungen. Die Schweizer konnten sich 1386 durch den Sieg in der Schlacht bei Sempach ihre Eigenständigkeit von den Habsburgern sichern, worauf noch eine Reihe weiterer Schlachten während der Schweizer Habsburgerkriege um die Schweizer Unabhängigkeit folgten. Die Habsburger, die Österreich mehr als sechs Jahrhunderte lang regierten, stammen ursprünglich aus dem Aargau in der Schweiz, der 1415 von den Eidgenossen erobert wurde. Da die kleine Schweiz schon früh republikanisch wurde, während Österreich über viele Jahrhunderte Teil der größeren Habsburgermonarchie und eine europäische Großmacht war, unterscheidet sich die politische Geschichte und Staatswerdung beider Länder erheblich. Im späten 18. und frühen 19. Jahrhundert kam es zu verschiedenen Abkommen, welche die spätere Grenzziehung zwischen beiden Ländern beeinflusste. 1770 erwarb der Kanton Zürich von Österreich die Dörfer Ramsen und Dörflingen, welche später zum Kanton Schaffhausen kamen. Mit der Abgabe des Fricktal und Tarasp (1803) sowie Rhäzüns (1819) verloren die Habsburger ihre letzten Besitzungen in der Schweiz.

### 19. Jahrhundert
Nach dem Ende der Napoleonischen Kriege erkannte Österreich im Wiener Kongress die Unabhängigkeit der Schweiz an. Die Beziehungen waren allerdings belastet. Die Schweiz nahm republikanisch gesinnte Flüchtlinge auf, was dem reaktionären Österreich unter Metternich missfiel, so z. B. in den 1820er Jahren, als zahlreiche Verfolgte aus Turin und Neapel Asyl in der Schweiz fanden, wo Österreich Aufstände niedergeschlagen hatte. Nachdem Österreich mit einem Einmarsch gedroht hatte, musste die Schweiz 1823 das Press- und Fremdenkonklusum verabschieden, das die Überwachung der einheimischen Presse und die Einschränkung des Asylrechts enthielt. Nach dem Beginn der Regenerationszeit 1830 und dem Ende der Restauration in der Schweiz wollte Metternich 1832 erneut einen Angriff auf die Schweiz starten, was Frankreich und Großbritannien allerdings ablehnten.

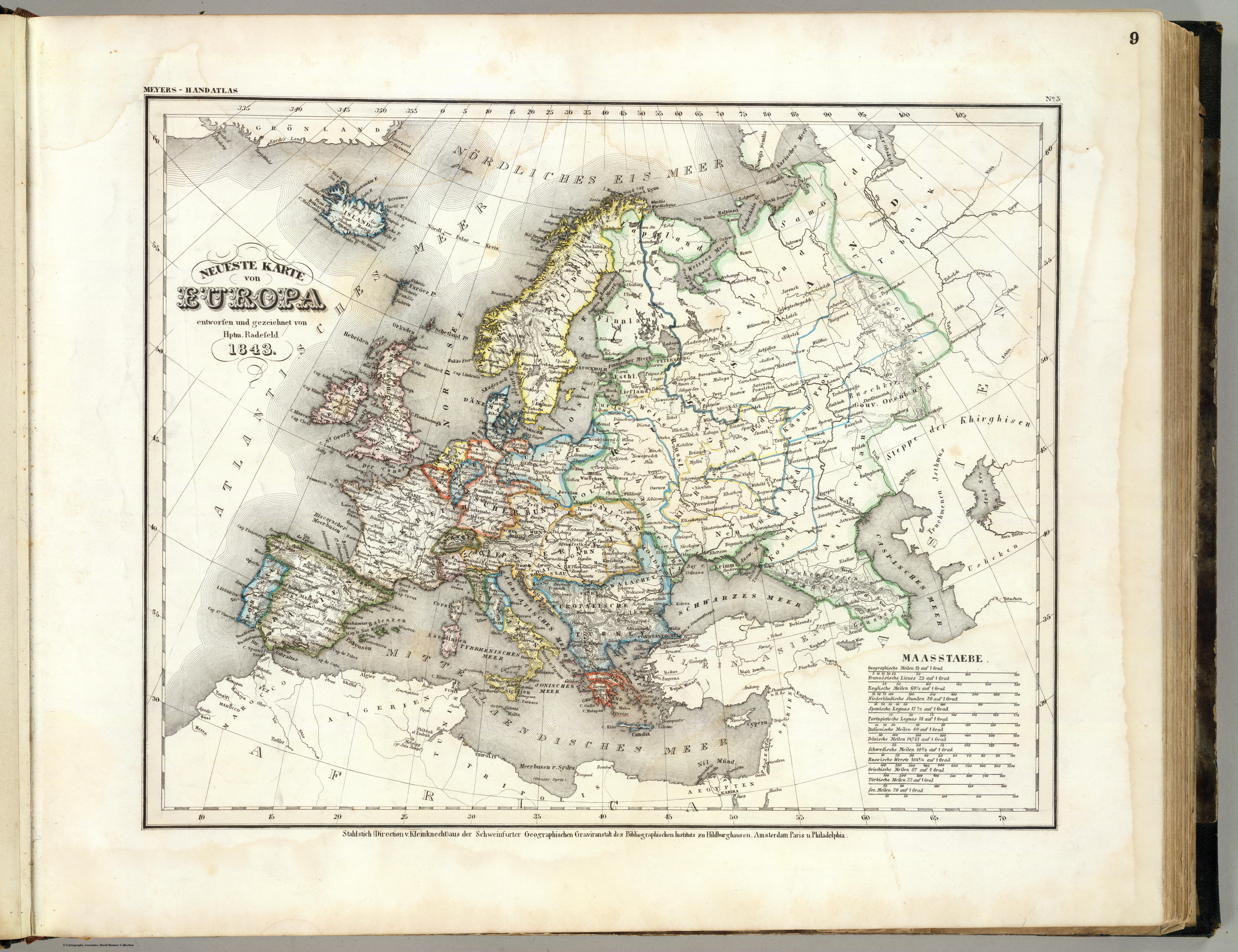
Karte von Europa 1849

Während des Sonderbundskriegs 1847 unterstützte Metternich das konservative und katholische Lager und Österreich stellte dem Sonderbund 100.000 Gulden zur Verfügung. Aufgrund der beginnenden Revolutionen 1848/1849 konnten die Österreicher allerdings nicht mehr effektiv intervenieren, da andere Probleme drängender geworden waren. Zum Missfallen Österreichs gelangten von der Schweiz aus Waffen und Soldaten in das Königreich Lombardo-Venetien zur Unterstützung des dortigen Aufstands gegen die österreichische Herrschaft. Insgesamt waren die Beziehungen in der ersten Hälfte des 19. Jahrhunderts durchwachsen, da beide Seiten sich misstrauten. Auch bestand noch kaum wirtschaftlicher Austausch, da die Straßenverbindungen zwischen beiden Ländern noch kaum entwickelt waren und eine protektionistische Wirtschaftspolitik betrieben wurde.
Die Aufnahme italienischer Flüchtlinge aus Mailand 1853 führte erneut zu einer Krise und Österreich blockierte die Grenze zum Tessin, welche 1855 aufgehoben wurde. Nach der Niederlage Österreichs im Deutschen Krieg 1866 entspannten sich die Beziehungen, auch da in der Schweiz nach dem Neuenburgerhandel 1856/1857 Befürchtungen gegenüber Preußen bestanden. Ein Post- und Handelsabkommen zwischen beiden Staaten wurde abgeschlossen und ein Streit um den Verlauf der Schweizer Grenze zu Tirol wurde 1868 beigelegt. Auch die Ermordung von Kaiserin Elisabeth in Genf durch einen Anarchisten 1898 belastete die Beziehungen nicht, da Kaiser Franz Joseph I. sich den Schweizern gegenüber nachsichtig zeigte. In der zweiten Hälfte des 19. Jahrhunderts wurden mit besseren politischen Beziehungen auch die Wirtschaftsbeziehungen deutlich intensiviert und mehrere Handelsabkommen zwischen beiden Ländern abgeschlossen. Auch durch Projekte wie den Gotthardtunnel verstärkte sich die wirtschaftliche Integration der Alpengebiete.

### 1900–1945
Die Auflösung von Österreich-Ungarn durch den Vertrag von Saint-Germain (1919) sorgte für Unklarheiten hinsichtlich der Rechtsbeziehungen der Schweiz zu Deutschösterreich so z. B. hinsichtlich der Staatsschulden von Österreich gegenüber den Schweizern. Die Schweiz erkannte die Erste Republik Österreich deshalb erst am 9. Januar 1920 an, was die Österreicher verärgerte. In Vorarlberg forderte die Bevölkerung in einem Referendum 1919 außerdem den Anschluss an die Schweiz, was von der Schweiz aufgrund der dann eintretenden Änderung der sprachlichen und konfessionellen Balance innerhalb der Schweiz abgelehnt wurde. Die zahlreichen Streitigkeiten zwischen Österreich und der Schweiz wurden erst 1925 bzw. 1927 durch den Abschluss von Verträgen beigelegt, sodass die diplomatischen Beziehungen sich normalisierten.
Der Aufstieg von Adolf Hitler in Deutschland sorgte in der Schweiz für Beunruhigung. Nach der Machtergreifung des Austrofaschisten Engelbert Dollfuß zeigte sich die politische Linke in der Schweiz solidarisch mit der verfolgten Opposition. Der Anschluss Österreichs an NS-Deutschland 1938 führte in der Schweiz zu einer Umklammerung durch Deutschland und Tausende von Flüchtlingen überquerten die Grenze zur Schweiz. Die Schweiz versuchte daraufhin ihre Verteidigungsfähigkeit zu stärken. Sie war aufgrund der Übermacht Deutschlands allerdings gezwungen, die Annexion Österreichs diplomatisch anzuerkennen. Nach dem Ende des Zweiten Weltkriegs unterstützte die Schweiz Österreich humanitär durch Spenden in Höhe von mindestens 53,5 Mio. Franken.

### Nach dem Zweiten Weltkrieg

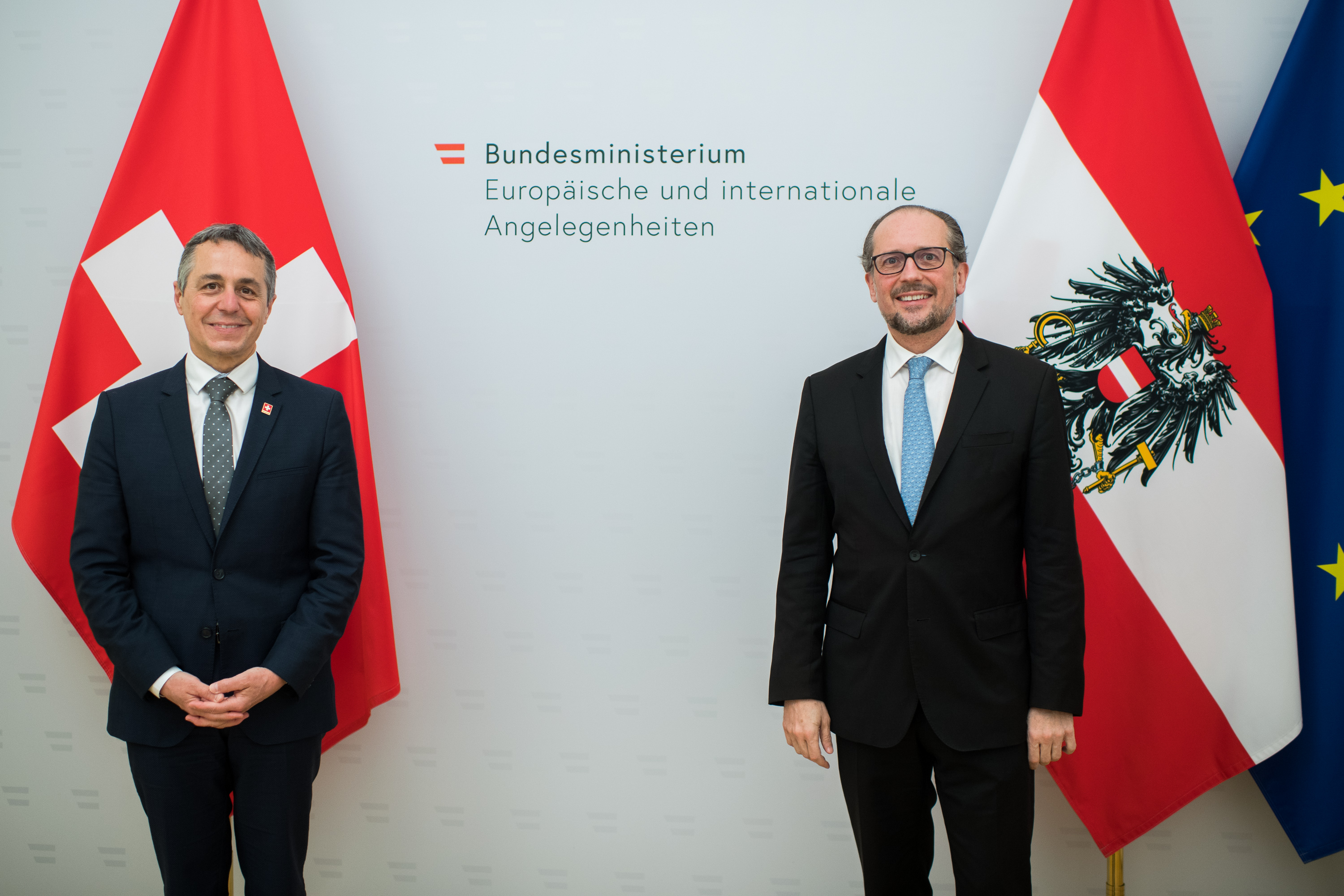
Ignazio Cassis und Alexander Schallenberg (2021)

Die Zweite Republik Österreich wurde am 27. April 1945 proklamiert und am 2. November von der Schweiz anerkannt. Bald darauf wurden diplomatische Vertretungen eingerichtet und enge Beziehungen schon vor der Souveränität Österreichs etabliert, gestärkt durch die Hilfen, welche die Schweizer der Bevölkerung in Österreich haben zukommen lassen. 1955 erhielt Österreich schließlich seine außenpolitische Eigenständigkeit zurück und bekam auf Abmachung der Alliierten eine „immerwährende Neutralität“ nach dem Vorbild der Schweiz. Die österreichische Neutralität zeichnete sich während des Kalten Krieges durch eine aktivere Außenpolitik aus und 1979 konkurrierte Wien mit Bern um den Standort als dritter UN-Sitz, wobei Wien sich durchsetzen konnte. Österreich wurde eng in die europäische Wirtschaft integriert und auch die Schweiz profitierte vom Nachkriegsboom. Seit 1972 besteht ein Freihandelsabkommen zwischen der Schweiz und Österreich. Die Zusammenarbeit beider Staaten war auch in anderen Bereichen sehr eng und bis 2008 schlossen beide Länder über 80 bilaterale Abkommen ab. Die engen Beziehungen werden auch dadurch belegt, dass neue Außenminister der Schweiz auf ihrer ersten Auslandsreise traditionell Österreich besuchen.

## Wirtschaftsbeziehungen
Für die Schweiz gehört Österreich zu den wichtigsten Handelspartnern. 2022 war Österreich für die Schweiz der siebt-wichtigste Handelspartner nach Handelsvolumen. 2021 war die Schweiz für Österreich der viertwichtigste Handelspartner. Im selben Jahr exportierte Österreich Waren im Wert von 8,17 Mrd. Euro und importierte im Gegenzug Waren im Wert von 9,73 Mrd. Euro in die Schweiz. Pro Kopf ist die Schweiz der größte Verbraucher österreichischer Waren und Dienstleistungen.
Beide Länder haben zahlreiche Kooperationen in der Forschung und Entwicklung und zählen gegenseitig jeweils zu den wichtigsten Auslandsinvestoren. Für die Förderung der wirtschaftlichen Beziehungen zu Österreich ist in der Schweiz die Organisation Swiss Business Hub Austria zuständig. Die Handelskammer Schweiz-Österreich-Liechtenstein fördert im Gegenzug die österreichische Wirtschaft in der Schweiz.
Das österreichische Bundesland Vorarlberg, die Schweizer Kantone Appenzell Ausserrhoden, Appenzell Innerrhoden, St. Gallen, Schaffhausen, Thurgau und Zürich, das Fürstentum Liechtenstein und Teile Süddeutschlands kooperieren als Teil der Euregio Bodensee.

## Migration
In der Schweiz leben knapp 67.000 Österreicher. Ende des Jahres 2022 lebten 17.945 Schweizer in Österreich.

## Sport
Beide Länder gelten als Hochburgen des Wintersports und gehören zu den erfolgreichsten Ländern im ewigen Medaillenspiegel der Olympischen Winterspiele. Die Schweiz und Österreich trugen gemeinsam die Fußball-Europameisterschaft 2008 aus.

## Diplomatische Standorte
- Österreich hat eine Botschaft in Bern.
- Die Schweiz hat eine Botschaft in Wien.

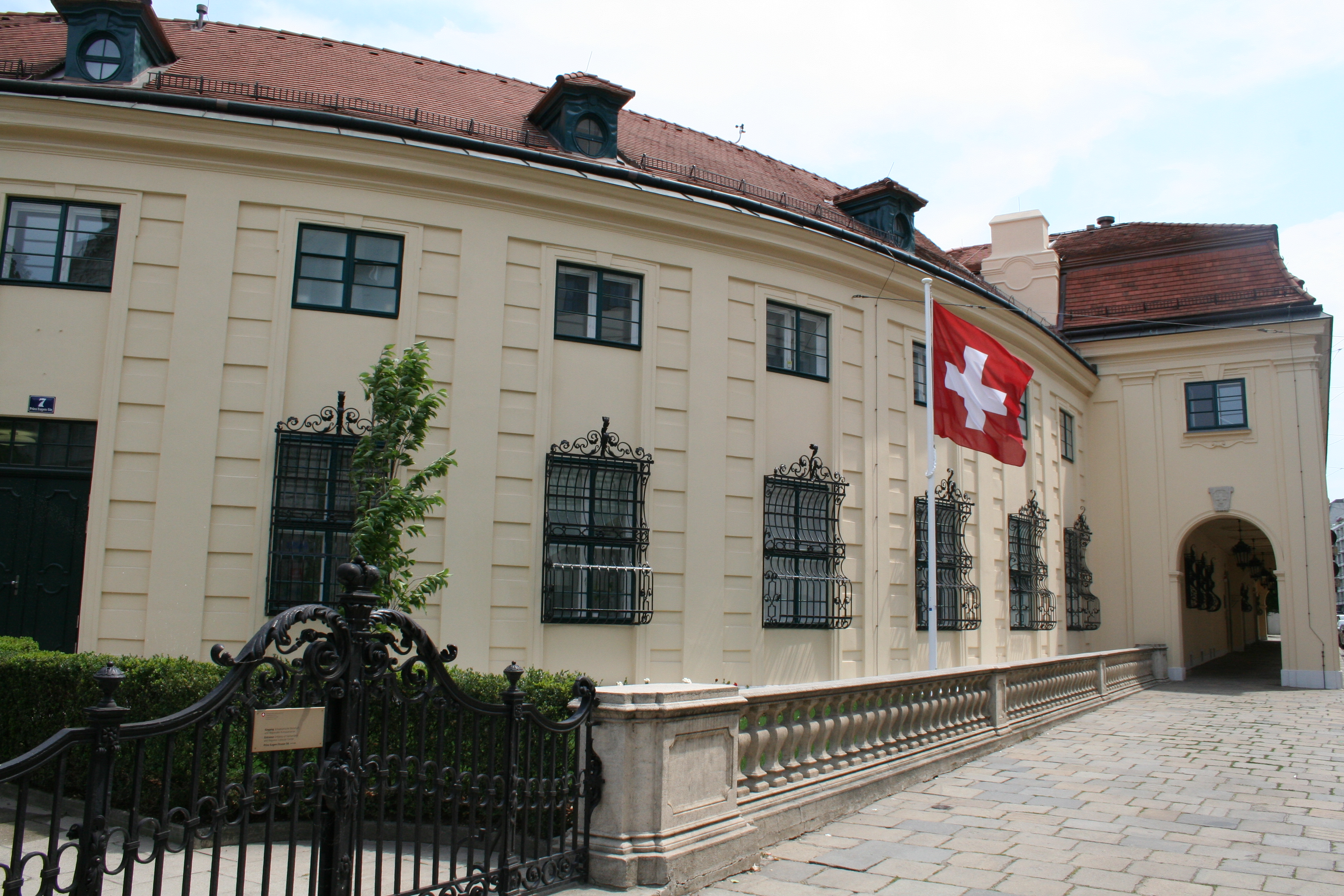
Schweizerische Botschaft in Wien